# Natural Cycles
Natural Cycles är en mobilapp utformad för att hjälpa kvinnor att följa deras fertilitet genom menscykeln. Appen ämnar att förutspå de dagar då en kvinna är fertil och kan användas för att planera graviditet och som preventivmedel. Den utvecklades av CERN-forskaren Elina Berglund, som grundade företaget med sin make, Raoul Scherwitzl. Företaget har tagit in omkring 350 miljoner i riskkapital för att utveckla och lansera appen.
Appen var den första som certifierades som ett preventivmedel i Europeiska unionen och blev även den första FDA-godkända preventivmedelsappen efter att amerikanska Food and Drug Administration i augusti 2018 godkänt marknadsföring av den.
Appen har kritiserats för vilseledande reklam och potentiell brist på effektivitet. Efter en utredning av läkemedelsverket initierad av klagomålsärenden och anmälningar från vården konstaterade man att appens pearl-index låg på 7, vilket stämde med studierna som låg till grund för lanseringen. Man ålagde dock företaget att ge användarna bättre information om risken för oönskad graviditet.